# Guillaume de Champeaux (évêque)
Pour les articles homonymes, voir Champeaux.
Guillaume de Champeaux, mort à Laon le 23 mars 1444, est un prélat français du XVe siècle. Il est originaire de Bourgogne.

## Biographie
Guillaume est clerc de l'église de Soissons, président de la chambre des comptes de Paris en 1422, et conseiller d'état. Grâce à la faction des Bourguignons, il est nommé évêque de Laon en 1420. En 1423, Guillaume baptise, dans la cathédrale de Bourges, le dauphin Louis, plus tard roi de France sous le nom de Louis XI.
En 1428, le pape Martin V lui écrit pour le prier d'engager le comte Jean Ier de Foix à respecter l'Église plus qu'il ne le fait. En 1429, l'évêque de Laon assiste au couronnement du roi Charles VII qui l’emploie dans d'importantes affaires concernant la Guyenne et le Languedoc, de sorte que Guillaume s'absente de son diocèse pendant quinze ans et s'y fait remplacer par Jean Mellini, évêque de Pamiers.
Lors de son séjour en Languedoc, Guillaume est nommé vicaire général de l'église de Maguelone. À cette époque aussi, il veut, mais en vain, s'emparer du prieuré de Cassan, au diocèse de Béziers. En 1436, il obtient en commande celui du Pont-Saint-Esprit, au diocèse d'Uzès, et le conserve jusqu'en 1444. En 1438, il a été nommé administrateur perpétuel de l'évêché de Nîmes, après la mort de Léonard Delphini.
En 1441, Guillaume de Champeaux est transféré à l'évêché d'Uzès comme administrateur perpétuel. Il a un successeur en 1442 en la personne d'Alain IV de Coëtivy.
Selon les registres du Vatican, un nommé Nicolas est élu évêque de Laon le 30 janvier 1441 ; mais, suivant les auteurs de la Gallia Christiana, il ne paraît pas avoir occupé le siège laissé vacant par la première translation de Guillaume de Champeaux au trône épiscopal d'Uzès.